# Station Kolonia
Station Kolonia is een spoorwegstation in de Poolse plaats Kolonia.